# Fichtenhöhe
Fichtenhöhe är en kommun i Landkreis Märkisch-Oderland i förbundslandet Brandenburg i Tyskland.
Kommunen bildades den 26 oktober 2003 genom en sammanslagning av de tidigare kommunerna Alt Mahlisch, Carzig och Niederjesar.
Kommunen är en av de ingående kommunerna inom kommunalförbundet Amt Seelow-Land, vars säte ligger i den närbelägna staden Seelow.